# Katja Kean
Katja K, también conocida como Katja Kean (Frederiksberg; 7 de febrero de 1968), es una actriz pornográfica danesa.

## Biografía
Katja ha tenido una carrera algo insólita en la industria. Hizo su primer filme porno en 1997 a la edad de 29 años, rápidamente alcanzó el éxito, y dejando el negocio tres años más tarde. Aunque hizo relativamente pocas películas, consiguió trabajar con muchas empresas prominentes de cine adulto entre las que se incluyen Private, Wicked Pictures, y Sin City.
También apareció en destacadas revistas masculinas durante su carrera en el porno.
Ha protagonizado dos filmes hardcore producidos por la compañía Zentropa, del director Nominado por la Academia Lars von Trier: Constance (1998) y Pink Prison (1999). Ésta es la primera y la única vez en la historia que un productor de cine convencional produce también porno. Ambas películas se hicieron superventas y permanecieron en el top-ten de las más vendidas durante años. "Constance" fue denominada para tres Premios de AVN. y "Pink Prison" ganó un Premio Venus como la Mejor Película escandinava. El 12 de marzo de 2006, las películas pornográficas fueron legalizadas en Noruega después de un caso que implicó una crítica favorable de "Constance" y "Pink Prison".
En 2002, Katja cambió su nombre artístico de "Katja Kean" a "Katja K" después de que una familia danesa apellidada Kean se quejó al decirse resentindos al estar ligado su apellido al de una estrella del porno.
Desde su retirada del porno en 2000, Katja ha disfrutado del éxito continuado en su país de origen. Ha pasado a ser una intérprete de cine convencional y tenía un papel destacado en una comedia danesa, "Langt fra Las Vegas" (Lejos de Las Vegas).
Cantó con el músico danés Dario Campeotto una canción llamada "Save Your Love".
También apareció sobre un 'Filur' canción llamada 'el Bulevar de Puesta del sol'.
El autor Henrik List escribió su biografía (basado en entrevistas con ella) titulada "Katja KXXX - Stjerne I Syndens I " que se vendió bien.
En 2004 entró en el mundo de la moda. Comenzó con su propia línea de ropa interior, la empresa se llama 'Katja K - Based on a true story'. En colaboración con el dúo de diseñadores daneses Femmes Regionales, ellos ahora han creado una colección de ropa interior.
Hoy, además de la gestión de su empresa, da conferencias sobre marketing personal. La Universidad de Aarhus y la firma "Ernst & Young" son algunos sitios en los que ha hablado.

## Filmografía selecta
- Constance (1998)
- That's Life (Bora Bora en España) (1998)
- Katja Kean's Sports Spectacular (1998)
- Pink Prison (1999)
- Buried Treasure (2000)
- Watchers (2000)
- Bald Beaver Blast (2005)